# Apertura Saragozza
L'apertura Saragozza è un'apertura del gioco degli scacchi, caratterizzata da:
1. c3

Questa apertura è estremamente rara ed è statisticamente la dodicesima più giocata su venti possibili prime mosse del bianco.

## Analisi
Si tratta di un impianto poco ambizioso per il bianco, che libera la diagonale della donna, controlla la casa d4, ma allo stesso tempo preclude lo sviluppo del cavallo b1 nella sua casella naturale c3.
Il nero solitamente non deve far altro che seguire un normale sviluppo dei pezzi, a partire dalla prima mossa che può essere 1…e5, 1…d5 oppure 1…Cf6.
In particolare, nel caso di 1.…d5, il bianco può giocare il cosiddetto gambetto Plano caratterizzato dalle seguenti mosse:
1. c3 d5
2. e4 dxe4
3. Da4+

con la quale il bianco recupera il pedone ceduto.